# Quintus (Architekt)
Quintus war ein römischer Architekt der Kaiserzeit, der in Britannien tätig war.
Er ist nur durch seine Weihinschrift bekannt, die auf einem Altar für die Göttin Minerva in Carrawburgh gefunden wurde und ihn als Architekten ausweist. Zu römischer Zeit befand sich dort die Festung Brocolitia am Hadrianswall. Der Altarstein besteht aus geschliffenem Sandstein und befindet sich heute im Chesters Museum, die Inschrift lautet:
Minervae
Quin[t]us
architect(us)
v(otum) s(olvit) l(ibens) m(erito)
Die Berufsbezeichnung architectus wurde früher fälschlich auch als Teil des Namens interpretiert, was den Namen Quintus Architectus ergeben würde.